# One-Day Cup (Pakistan)
Der pakistanische One-Day Cup ist ein List-A-Cricket-Wettbewerb in Pakistan, der in unterschiedlichen Formaten seit der Saison 1985/86 ausgetragen wird.

## Mannschaften
Mannschaften in diesem Wettbewerb sind einer Fluktuation ausgesetzt. Da das pakistanische Cricket in Regional- und Departement-Mannschaften geteilt ist, nahmen zwischenzeitlich ausschließlich die eine oder die andere Form, oder eine Mischung aus beidem teil. Dieses geschieht jeweils parallel zur Quaid-e-Azam Trophy, dem wichtigsten pakistanischen First-Class-Cricket Wettbewerb.

## Sieger
Seit 2016/17 wurden die Mannschaften nach Regional- und Departement-Mannschaften geteilt
| Departmental                                                                            | Regional                                              |
| --------------------------------------------------------------------------------------- | ----------------------------------------------------- |
| - 2018/19 Habib Bank Limited - 2017/18 United Bank Limited - 2016/17 Habib Bank Limited | - 2018/19 - 2017/18 Karachi Whites - 2016/17 Peshawar |

Bis 2015/16 waren alle Mannschaften in einem Turnier.
| - 2015/16 National Bank & Islamabad - 2014/15 State Bank of Pakistan - 2013/14 Khan Research Labatories & National Bank - 2012/13 SNGPL - 2011/12 PIA & United Bank - 2010/11 Habib Bank & Lahore Eagles - 2009/10 SNGPL - 2008/09 PIA - 2007/08 SNGPL - 2006/07 Peshawar Panthers - 2005/06 Faisalabad Wolves - 2004/05 Lahore Lions - 2003/04 Faisalabad Wolves - 2002/03 PIA - 2001/02 PIA - 2000/01 Karachi Whites |  | - 1999/2000 PIA - 1998/99 Allied Bank - 1997/98 Allied Bank - 1996/97 Allied Bank - 1995/96 PIA - 1994/95 National Bank - 1993/94 Habib Bank - 1992/93 National Bank - 1991/92 Habib Bank - 1990/91 Habib Bank - 1989/90 Habib Bank - 1988/89 United Bank - 1987/88 PIA - 1986/87 Habib Bank - 1985/86 PIA |

## Sieger nach Mannschaft
Sieger bis zur Saison 2015/16
- PIA 7 plus 1 geteilt
- Habib Bank 5 plus 1 geteilt
- Allied Bank 3
- SNGPL 3
- National Bank 2 plus 2 geteilt
- United Bank 1 plus 1 geteilt
- Faisalabad 2
- Lahore 1 plus 1 geteilt
- Islamabad 1
- Karachi 1
- Peshawar 1
- State Bank of Pakistan 1
- Khan Research Labatories 1 geteilt